# 배리 모스

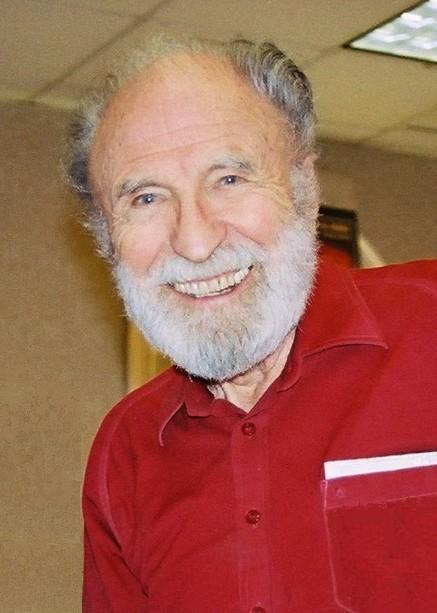

배리 모스(Herbert Morse, 1918년 6월 10일 ~ 2008년 2월 2일)는 영국의 배우, 영화 감독, 각본가, 작가이다.
쇼어디치에서 태어났으며 런던에서 사망하였다.

## 출연 작품
- 환상의 주부, 비바 (2007년) - 셔먼 역
- 아이콘 (2005년)
- 웨이킹 더 데드 (2000년)
- 빨간머리 앤 - 참된 행복을 찾아서 (2000년)
- 메모리 런 (1995년)
- 테크워 3 (1994년)
- 해외 여행 (1983년)
- 더 체인질링 (1980년) - 초심리학자 역
- 화성 연대기 (1980년)
- 리엘 (1979년)
- 파워 플레이 (1978년)
- 우주대모험 1999 (1975년)
- 투 킬 더 킹 (1974년)
- 퍼즐 오브 다운폴 차일드 (1970년) - 닥터 갈바 역
- 태양의 왕 (1963년) - 아 조크 역
- 더 뉴 브리드 (1961년)
- 추격 (1959년)

### 텔레비전
- 도망자 (1963년)
- 전쟁과 추억 (1988년)
- 전쟁의 폭풍 (1983년)